# ألارسيت
ألارسيت (Al(AsO4 (Alarsite) هو معدن يوجد في أقصى شرق روسيا . اشتق اسمه من تكوينه من الألومنيوم والزرنيخ . تتراوح درجة صلابته من (خمسة -خمسة ونصف) على مقياس موس ويمتلك نظام بلوري ثلاثي الأوجه .